# Hvozdnice (Boemia centrale)
Hvozdnice è un comune della Repubblica Ceca facente parte del distretto di Praha-západ, in Boemia Centrale.